# Mormyrus hildebrandti
Mormyrus hildebrandti é uma espécie de peixe da família Mormyridae.
É endémica do Quénia. 
Está ameaçada por perda de habitat. 